# Henry Jonsson
Henry Jonsson (Suecia, 12 de mayo de 1912-9 de marzo de 2001) fue un atleta sueco, especialista en la prueba de 5000 m en la que llegó a ser medallista de bronce olímpico en 1936.

## Carrera deportiva
En los JJ. OO. de Berlín 1936 ganó la medalla de bronce en los 5000 metros, con un tiempo de 14:29 segundos, llegando a la meta tras los finlandeses Gunnar Höckert (oro con 14:22 s) y Lauri Lehtinen (plata con 14:25.8 segundos).